# Innodisk
Innodisk Corporation (кит. 宜鼎國際股份有限公司; пиньинь Yí dǐng guójì gǔfèn yǒuxiàn gōngsī) — тайваньская компания, занимающаяся разработкой и продажей компьютерной техники. Основана в 2005 году со штаб-квартирой в Новом Тайбэе.

## История
Компания Innodisk была официально учреждена на Тайване в марте 2005 года. Дочерние компании были основаны в последующие годы: в октябре 2008 года — в США, в феврале 2010 года — в Японии, а в январе 2011 года — в Китае.
В апреле 2012 года в Нидерландах был открыт офис, который в январе 2015 года был реорганизован в дочернюю компанию.
В августе 2012 года компания Innodisk стала публичной, а в октябре 2012 года она была зарегистрирована на бирже. В ноябре 2013 года акции были зарегистрированы на внебиржевом рынке.
В январе 2013 года компания Innodisk запустила новый имидж фирменного стиля. В декабре 2015 года был учреждён Международный образовательный фонд. В мае 2018 года было завершено строительство научно-исследовательского и производственного центра в Илане.

## Награды и признания
- Ноябрь 2018 г.: внесение в число 35 лучших тайваньских международных брендов
- Октябрь 2019 г.: внесение в число 35 лучших международных брендов на Тайване
- Март 2019 г.: открытие нового офиса в Эйндховене[3]
- Ноябрь 2020 г.: внесение в число 35 лучших международных брендов на Тайване